# Жеребцов, Борис Иннокентьевич
Борис Иннокентьевич Жеребцов (1900—1941) — советский литературный критик, литературовед, библиограф.

## Биография
Борис Иннокентьевич Жеребцов родился в 1900 году в городе Иркутске. Окончил гимназию в родном городе.
С 1920-х годов активно занимался писательской и журналистской деятельностью, много публиковался в периодических печатных изданиях, как в региональных, так и в союзных. Исследовал историю сибирской культуры, составил биографии многих сибирских писателей прошлого, в том числе: Василия Михайловича Михеева, Ивана Тимофеевича Калашникова, Иннокентия Васильевича Омулевского и многих других. В 1927 году при активном участии Жеребцова вышел поэтический сборник «Иркутские поэты», сам Жеребцов составлял для него вступительную статью. Публиковался под псевдонимами «БОЖ» и «Б. Ж.»
В середине 1930-х годов Жеребцов переехал в Москву, однако продолжал много писать об истории сибирской литературы. Его перу принадлежит книга «Театр в старой Сибири» — первое серьёзное исследование истории сибирского театра. В 1940 году Жеребцов опубликовал «Сибирский литературный календарь» — сборник критико-биографических очерков о сибирских писателях, как дореволюционных, так и советских. Являлся также составителем и автором предисловий к книгам «Старая сибирская сатирическая поэзия» и «Старая Сибирь в воспоминаниях современников».
С началом Великой Отечественной войны Жеребцов ушёл на фронт. Участвовал в битве за Москву, погиб в декабре 1941 года под городом Истра Московской области.